# Litteraturåret 1895

## Händelser
- Arthur Rimbauds postuma Poésies complètes utges, redigerad av Paul Verlaine, som också skrivit förord.

## Priser och utmärkelser
- Kungliga priset – Frithiof Holmgren
- Letterstedtska priset för översättningar – Alfred Jensen för hans översättningar i Ur Böhmens moderna diktning och Johan Bergman för hans tolkningar av Prudentius Förkristna hymner

## Nya böcker

### A – G
- Almayers dårskap av Joseph Conrad
- Antikrist av Friedrich Nietzche
- Bland fält och ängar av Amanda Kerfstedt
- Dikter av Verner von Heidenstam
- En gammal historia av Per Hallström
- En uppfostrare av Ola Hansson
- Ett äfventyr i Vineta av Selma Lagerlöf[1]
- Faraon av Bolesław Prus
- Flamboche av Jean Richepin
- Från Lundagård och Helgonabacken, lundensisk litterär studentkalender (årgång 4)
- Förvillelser av Hjalmar Söderberg (debut)

### H – N
- Lilith av George MacDonald
- Mannen med två hufvuden av Axel Wallengren
- Naar Sol gaar ned av Jonas Lie

### O – U
- Quo vadis? av Henryk Sienkiewicz
- Resan hem av Ola Hansson
- Räggler och paschaser (1895 och 1897) av Gustaf Fröding
- Tidmaskinen av H.G. Wells

### V – Ö
- Vildmarks- och kärleksvisor, diktsamling av Erik Axel Karlfeldt (debut)
- Vildvin och vallmo av Emil Kléen

## Födda
- 5 februari – Berit Spong, svensk författare.
- 2 mars – Tage Aurell, svensk-norsk författare och manusförfattare.
- 29 mars – Ernst Jünger, tysk författare.
- 12 juni – Buckminster Fuller, amerikansk formgivare, arkitekt, uppfinnare och författare.
- 17 juni – Tyyni Schulman, finländsk författare och journalist.
- 9 september – Bengt Idestam-Almquist, svensk författare, journalist, filmkritiker, filmhistoriker och manusförfattare.
- 8 oktober – Viking Dahl (död 1945), svensk kompositör, målare och författare
- 16 november – Michael Arlen (död 1956), brittisk novell- och romanförfattare, tillika pjäs- och manusförfattare.
- 4 december – Fritiof Nilsson Piraten, svensk författare.
- 14 december – Paul Éluard, fransk poet.
- 17 december – Guido Valentin, svensk journalist, redaktör, tidningsman, författare och manusförfattare.

## Avlidna
- 16 februari – Fredrik August Dahlgren, 78, svensk författare, dramaturg och sångtextförfattare.
- 30 april – Gustav Freytag, 78, tysk dramatiker och romanförfattare.
- 19 maj – José Martí, 42, kubansk politiker, journalist, filosof och poet.
- 21 september – Viktor Rydberg, 66, svensk författare, skald, journalist, språkvårdare, religionsfilosof och kulturhistoriker.
- 10 november – Alexandru Odobescu, 61, rumänsk arkeolog, historiker, författare och politiker.
- 27 november – Alexandre Dumas d.y., 71, fransk författare.

### Fotnoter
1. ↑  ”Selma Lagerlöfs böcker”. http://www.selmalagerlof.org/verk.php. Läst 12 april 2011.